# Альдо Адорно
Альдо Адорно (ісп. Aldo Adorno, нар. 8 квітня 1982, Борха) — парагвайський футболіст, півзахисник, нападник кіпрського клубу «Неа Саламіна Фамагуста».

## Ігрова кар'єра
У дорослому футболі дебютував 1998 року виступами за «Спортіво Лукеньйо», в якому провів два сезони, взявши участь лише у 5 матчах чемпіонату.
2000 року Адорно відправився до Мексики, де виступав за «Ірапуато» та «Крус Асуль», але заграти не зумів і 2002 року повернувся на батьківщину, підписавши контракт з клубом «Соль де Америка».
Влітку 2003 року перейшов в ізраїльське «Маккабі» (Тель-Авів), якому допоміг стати віце-чемпіоном Ізраїлю, після чого перебрався в Іспанію до «Альмерії», що виступала у Сегунді, другому за рівнем дивізіоні країни. В новій команді закріпитись не зумів, зігравши за сезон лише у 13 матчах чемпіонату, через що по завершенню сезону перейшов до складу новачка іспанської Сегунди Б «Баси», де протягом наступного сезону був основним гравцем.
В липні 2006 року Адорно відправився на Кіпр, де виступав за команди «Еносіс», АЕК (Ларнака) та «Аполлон», вигравши з останнім Кубок Кіпру 2010 року.
Влітку 2011 року Адорно уклав контракт з грандом кіпрського футболу клубом АПОЕЛ, у складі якого майже відразу став володарем національного суперкубка, зігравши повний матч проти «Омонії» (1:0). Загалом Альдо провів за клуб три роки своєї кар'єри гравця. В новому клубі був серед найкращих голеодорів, відзначаючись забитим голом в середньому щонайменше у кожній третій грі чемпіонату і став з командою дворазовим чемпіоном Кіпру (2013, 2014) та володарем Кубка (2014) і Суперкубка Кіпру (2013). 1 вересня 2014 року контракт був розірваний за обопільною згодою.
В вересні 2014 року підписаи однорічний контракт з донецьким «Металургом», ставши першим в історії парагвайцем в українському чемпіонаті. Адорно дебютував за новий клуб 13 вересня 2014 року у матчі чемпіонату проти донецького «Олімпіка», Адорно з'явився у стартовому складі і був замінений на 62 хвилині на Віталія Федотова, а «Металург» програв «Олімпіку» 2:3. Через тиждень, 20 вересня Адорно знову вийшов в стартовому складі і на 50 хвилині став автором першого м'яча у ворота маріупольського «Іллічівця» (3:0). Наразі встиг відіграти за донецьку команду 2 матчі в національному чемпіонаті.

## Досягнення
- Чемпіон Кіпру (2):

АПОЕЛ: 2012-13, 2013-14
- Володар Кубка Кіпру (2):

«Аполлон»: 2009-10
АПОЕЛ: 2013-14
- Володар Суперкубка Кіпру (2):

АПОЕЛ: 2011, 2013